# Districtul Kabang
Kabang (thailandeză กาบัง) este cel mai vestic district în Provincia Yala, în Thailanda de sud.

## Istorie
Numele Kabang este actual corupția thailandeză al Kabae-ului sau Kabe (limba jawi: كاب), numele său original in limba Pattani malaeziană. Kabae sau Kabe este un tip al copacului Rambutan.
Districtul Kabang s-a separat de la amphoe-ul Yaha pentru a crea un district minor la 1 aprilie 1991. A devenit un district la 11 octombrie 1997.

## Geografie
Districtele vecine sunt amphoe-ul Saba Yoi al Provinciei Songkhla, amphoe-ul Yaha al Provinciei Yala și cu statul Kedah al Malaeziei.

## Administrație
Districtul este subdivizat în 2 subdistricte (tambon), care sunt subdivizate în 17 sate (muban). Nu sunt zone municipale (thesaban) în district, dar sunt 2 organizații administrative ale tambon-ului.
| Număr | Nume   | Thailandeză | Sate | Locuitori |  |
| ----- | ------ | ----------- | ---- | --------- |  |
| 1.    | Kabang | กาบัง        | 7    | 10,677    |  |
| 2.    | Bala   | บาละ        | 10   | 7,025     |  |

## Legături externe
- amphoe.com